# Sint-Jakobskerk (Brugge)

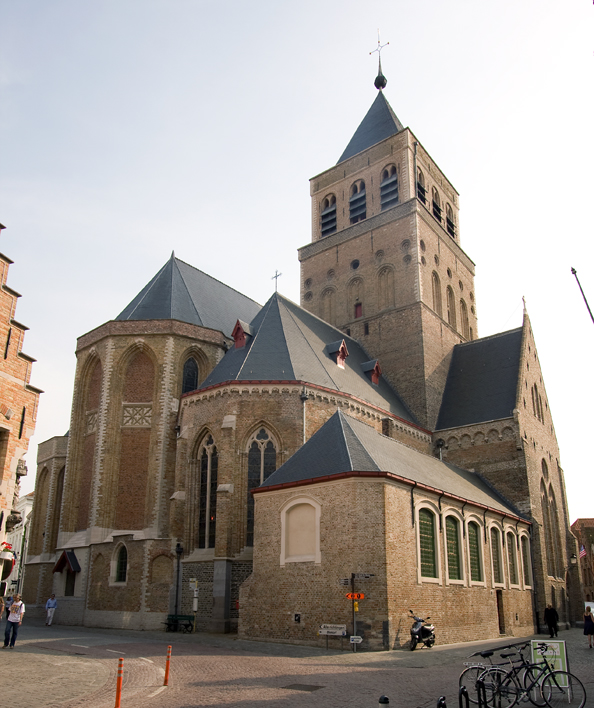
De oost- en noordzijde van de Sint-Jakobskerk.

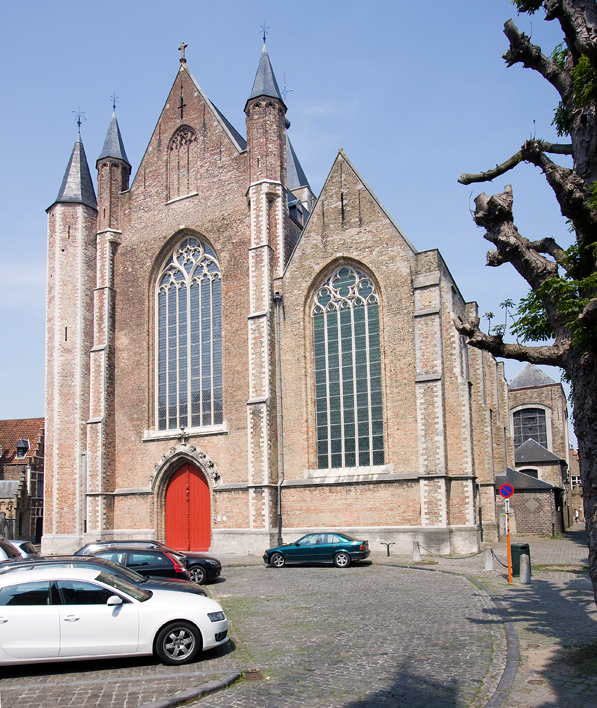
De westzijde van de Sint-Jakobskerk.

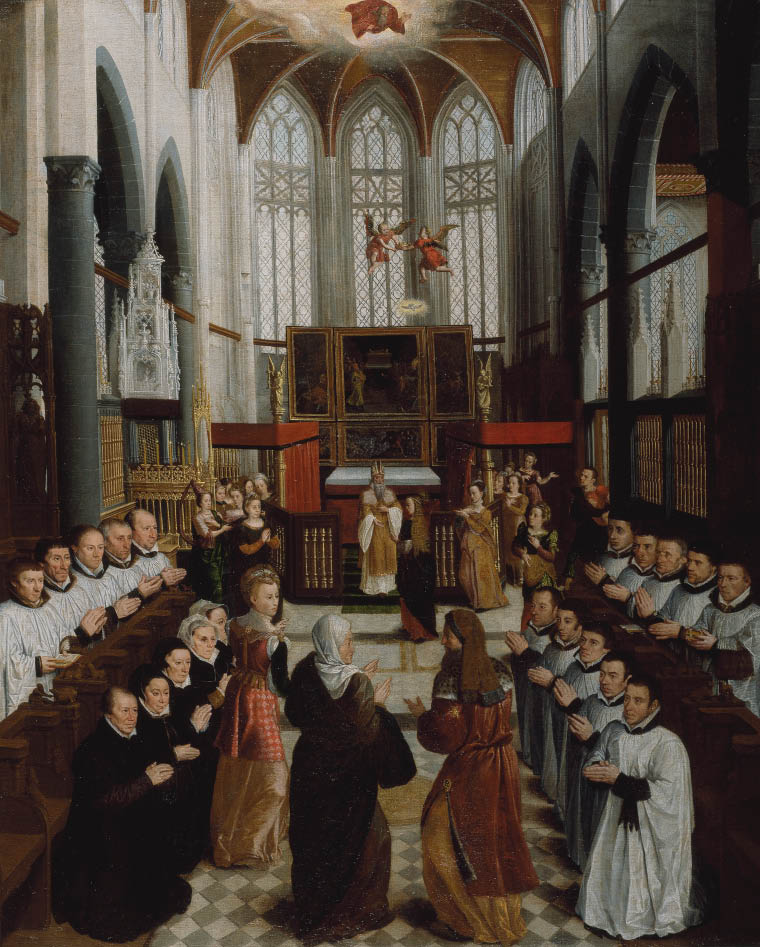
Interieur van de kerk op een schilderij van Pieter Claeissins de Oudere

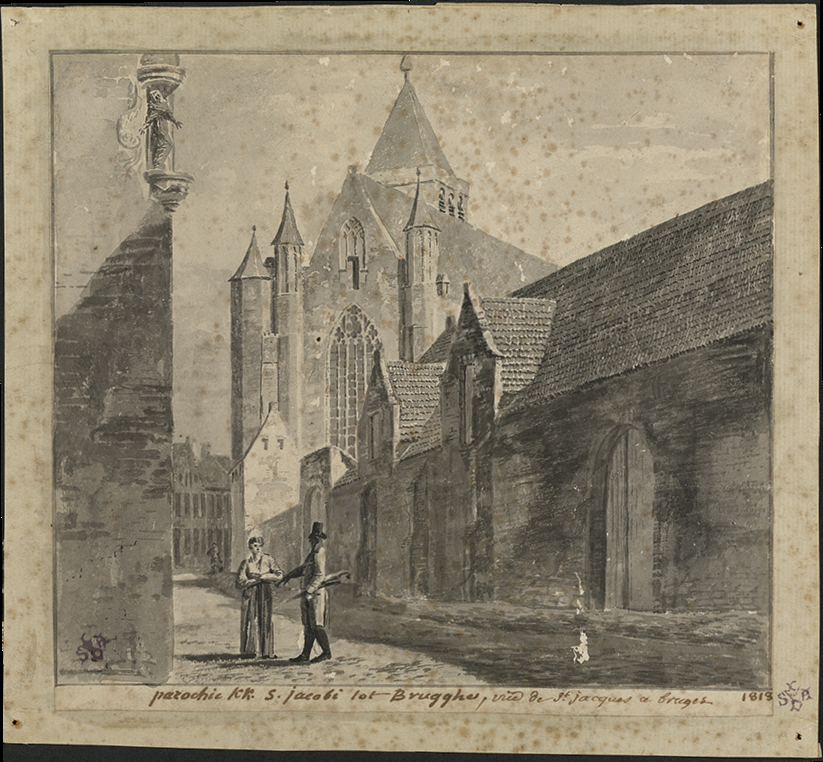
De Sint-Jakobskerk, tekening door Séraphin Vermote, 1813 (Groeningemuseum).

De Sint-Jakobskerk in de Belgische stad Brugge is gelegen in het zogenaamde Steenstraatkwartier. Het is een georiënteerde, in kern vroeggotische, bakstenen hallenkerk met zware kruisingstoren.

## Bouwgeschiedenis
Door stichting van de Sint-Jakobsparochie als afscheiding van die van Sint-Salvators werd de voormalige Sint-Jakobskapel, gelegen op de hoek Grauwwerkersstraat/Ezelstraat, rond 1240 verheven tot parochiekerk. Wegens plaatsgebrek werd in de loop van de 13e eeuw een nieuwe kerk gebouwd op de huidige locatie. Dit eerste bedehuis was een eenbeukige kruiskerk van een onbekend aantal traveeën, met een transept van een halve travee, een kruisingstoren en een koor van één travee met vijfzijdige sluiting.
De parochie had eerder weinig parochianen, maar onder hen waren enkele vermogende heren. Niet alleen de hertogen Filips de Goede en Karel de Stoute, wanneer ze in Brugge verbleven, maar ook enkele belangrijke hovelingen, zoals Ferry de Gros en Pieter Bladelin. Buitenlandse bankiers zoals Arnolfini en Tommaso Portinari waren ook parochianen, net zoals burgemeester Willem Moreel. Door hun milde giften, naast de rijkdom van de gilden en patriciërs (cfr. de vele graf- en gedenkplaten) werden van 1457 tot 1512 verbouwingen en uitbreidingen uitgevoerd in zuidelijke en westelijke richting: onder meer het schip en koor van de toenmalige kerk werden, na afbraak van de zuidelijke transeptarm, respectievelijk een zijbeuk en -koor van de nieuwe, grotere hallenkerk (zie huidig uitzicht).
Tussen 1468 en 1472 werd het hoofdkoor opgericht en rond 1470 werd het 13e-eeuwse portaal in de noordelijke transeptgevel verwijderd. Tussen 1516 en 1518 werd het eikenhouten gewelf van het hoofdkoor gebouwd. Rond 1525-1530 werd ten zuiden van het zuidelijke koor de kapel van Ferry de Gros, schatbewaarder van de Orde van het Gulden Vlies, gebouwd.
In 1580 werd het interieur geplunderd door de beeldenstormers. 
In 1663 werd de voormalige noordelijke transeptarm, de huidige kapel van de Gelovige Zielen, opnieuw overwelfd.
Voorts kwamen er in de tweede helft van de 17e eeuw uitbreidingen met kleinere zijkapellen, zoals ten noorden de kapel van de chirurgijnen (1691) en die van de Heilige Antonius (1691), ten noordoosten de huidige sacristie (1698), toen de kapel van de beenhouwers, en ten zuiden de kapel van Onze-Lieve-Vrouw van de Presentatie (1694).
In 1691-1692 werd het stenen kruisribgewelf in de zijbeuken aangebracht, het interieur heraangekleed in barokstijl (onder meer het hoogaltaar, koorgestoelte, doksaal en predikstoelen), werden de spitsboogvensters vervangen door segmentbogige, de koorvensters dichtgemetseld, en de noordelijke en zuidelijke ingangsportalen toegevoegd.
In 1695 werd het zuidelijke koor overwelfd en in 1698 het noordelijke koor. 
In 1726 werd de Heilige Annakapel bijgebouwd aan zuidzijde van de zuidelijke beuk. In 1819 werd het gewelf in het hoofdkoor gepolychromeerd en tussen 1843 en 1845 werd een classicistisch hoofdportaal met driehoekig fronton op zuilen gebouwd. Vermoedelijk waren toen tevens aan de noordzijde van het vermelde portaal de doopkapel en ten zuiden de kerkmeesterskamers en winkel gebouwd (cfr. de plattegrond van Karel Verschelde (1873), tentoongesteld in de zuidelijke zijbeuk). Ten zuidwesten zou ook een kerktuin zijn aangelegd.
Van 1893 tot 1895 was er een restauratie naar ontwerp van architect Karel De Wulf. Onder meer de huidige Sacramentskapel en het noordelijke koor werden gewijzigd: de onderbouw werd gedeeltelijk behouden en de bovenbouw onderging een reconstructie met neogotische toevoegingen; tevens werd de westelijke gevel teruggebracht naar de oorspronkelijke, vroeggotische stijl, waardoor de aanbouwen en tuin moesten wijken.
In 1910-1911 volgde de restauratie van het 13e-eeuwse noordelijke transept, naar ontwerp van architect A. De Pauw: het venster en de puntgevel werden hersteld in vroeggotische stijl, en er waren onderhoudswerken aan de kruisingspijlers.

## Kerkkunst
De kerk bezit een rijke collectie kunstobjecten.
Bijzonder zijn:
- de grafkapel met praalgraf van Ferry de Gros (1525-1530)
- de grafplaat van Zeger van Male
- een tondo van Luca della Robbia
- een schilderij van Albert Cornelis
- De legende van de Heilige Lucia, door de Meester van de Lucialegende (1480)
- Maria met Kind, triptiek door de Meester van het Heilig Bloed (1501-1525)

Vroeger waren er ook nog andere belangrijke kunstwerken die aan de Sint-Jacobskerk behoorden, maar in de loop van de eeuwen elders zijn terecht gekomen. Te vermelden zijn:
- De Moreeltriptiek door Hans Memling, nu in het Groeningemuseum.
- Een Kruisafneming door Hugo van der Goes, dat boven het hoofdaltaar hing.
- Een werk van Rogier van der Weyden.

Veel van het kerkmeubilair en van de kerkschatten ging verloren toen de geuzen de kerk in 1580 grondig vernielden. Dit werd in de zeventiende eeuw goedgemaakt door een nieuwe barokaankleding. Het voornaamste stuk hiervan is het doksaal in zwart marmer uit 1628. De preekstoel, geschonken door Jan-Baptist Cobrysse, dateert uit 1689.

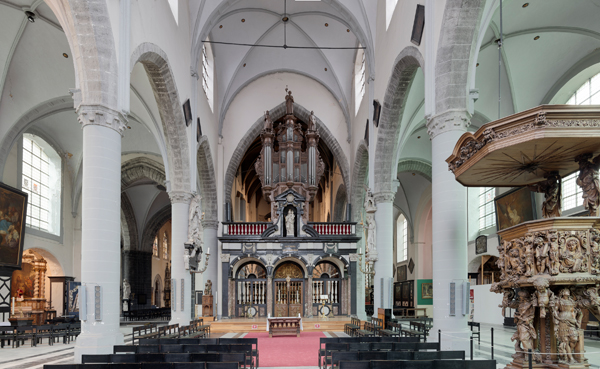
Interieur
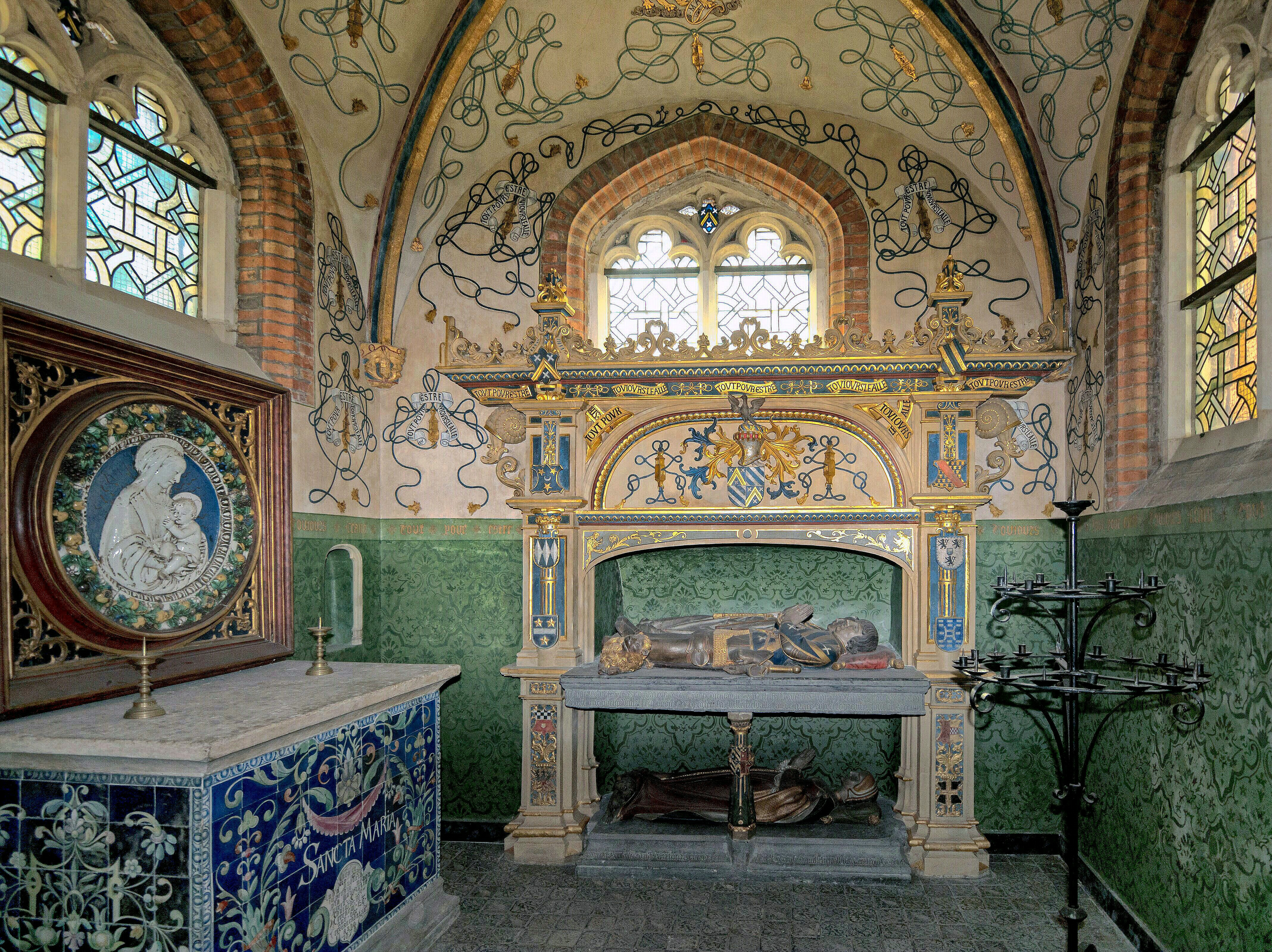
Praalgraf van Ferry de Gros
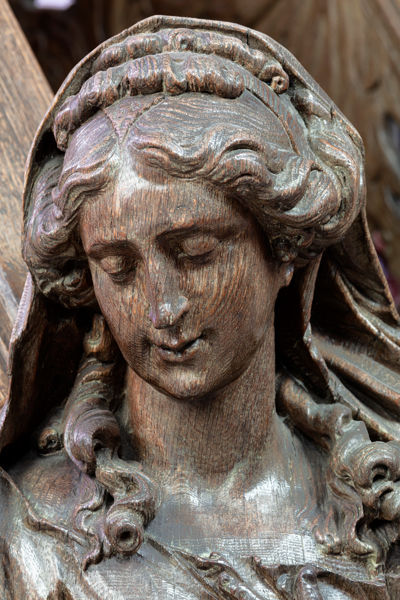
Preekstoel (detail)
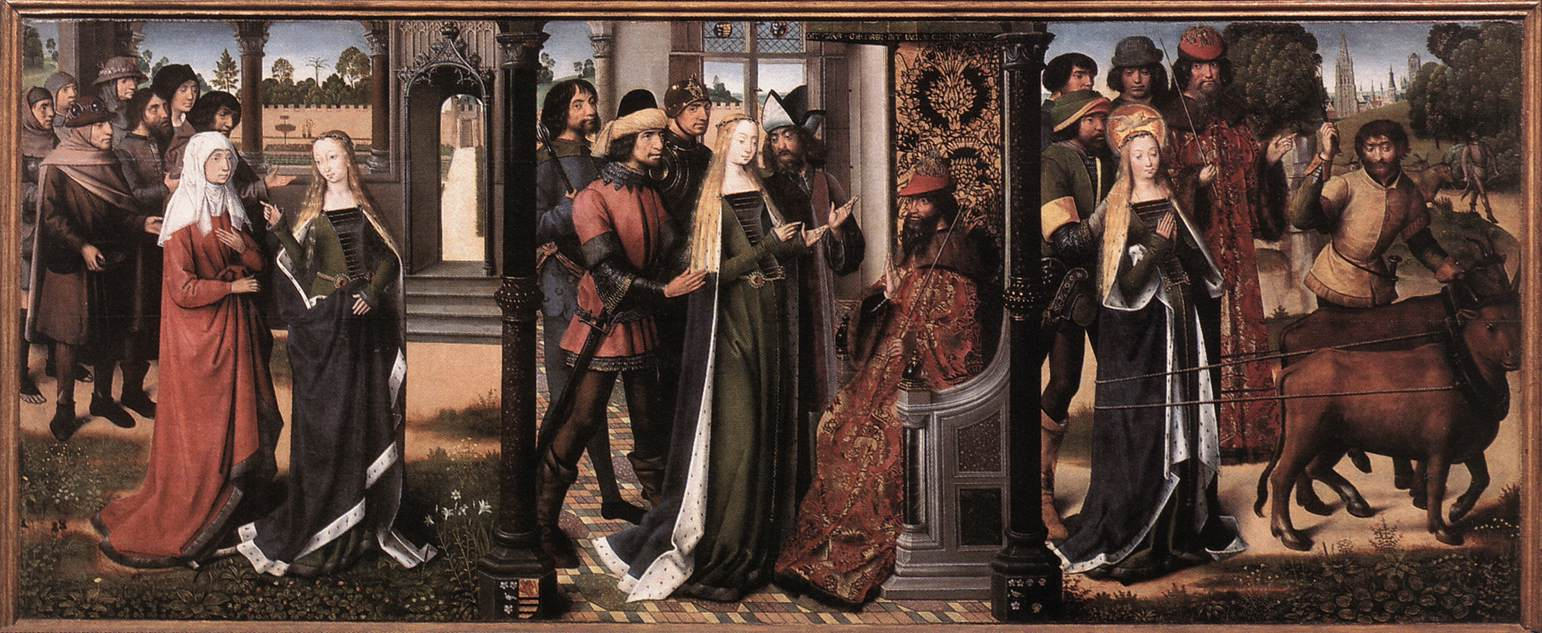
Legende van de Heilige Lucia
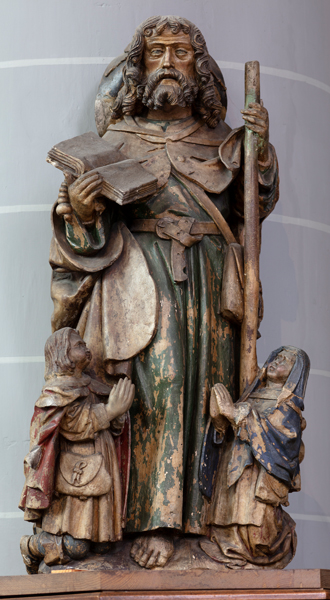
Jacobus de Meerdere
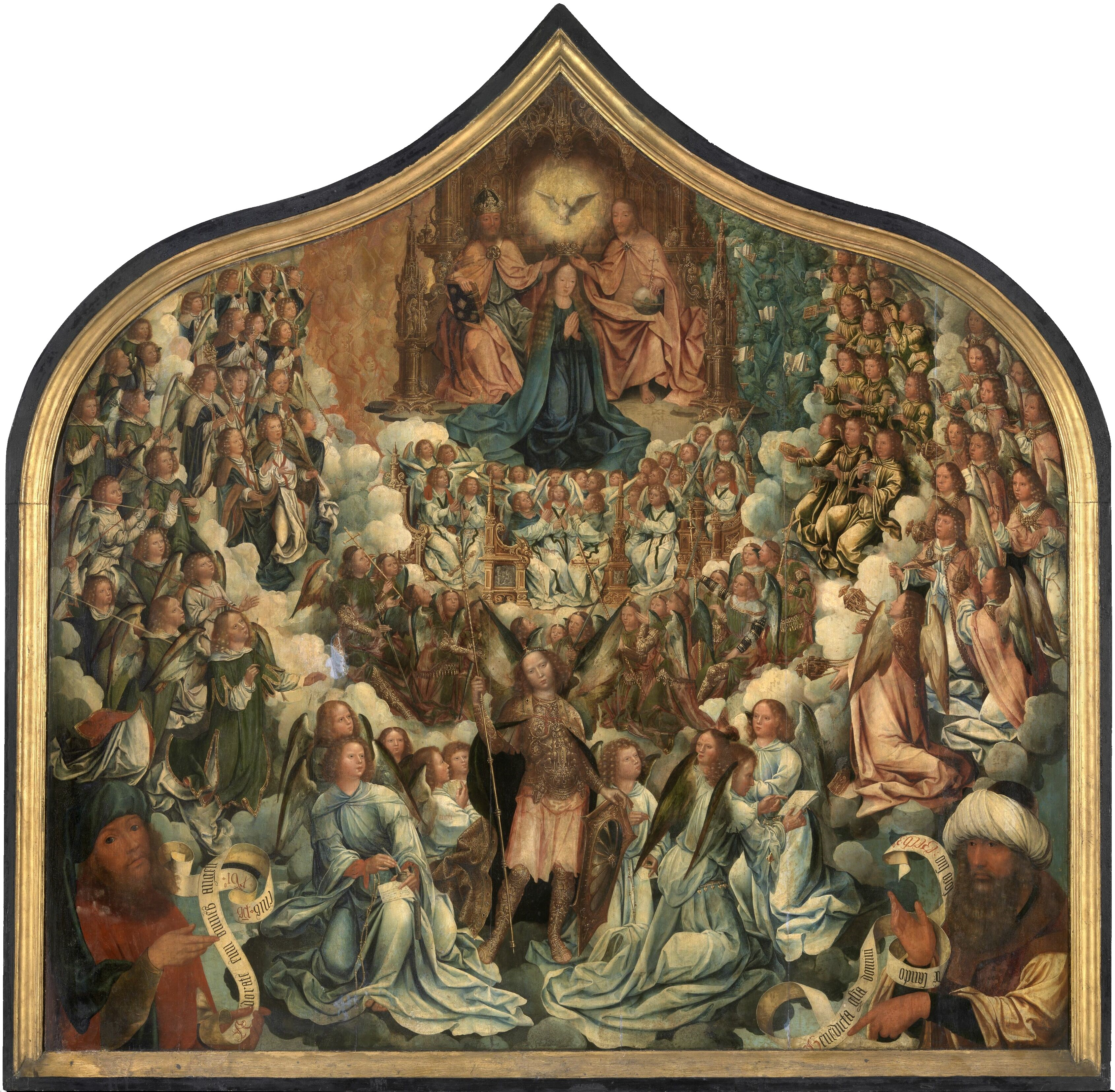
Albert Cornelis

## Eredienst
Sinds 2008 gebruikt de Sint-Michielsbeweging deze kerk voor de wekelijkse eredienst. Elke zaterdag vieren ze de eucharistie, op woensdag is er studentenviering. Elke donderdag is er avondgebed en aanbidding.